# Yukiya Tamashiro
Yukiya Tamashiro (玉城 幸弥 Tamashiro Yukiya?), född 10 september 1993 i Okinawa prefektur, är en japansk fotbollsspelare.
Tamashiro började sin karriär 2016 i FC Ryukyu.